# Centro Comercial Terraza Pasteur
El Centro Comercial Terraza Pasteur es un centro comercial inaugurado en 1987. Se encuentra en la carrera Séptima con calle 24, en el barrio Las Nieves de la localidad de Santa Fe, en el centro de Bogotá. Tiene tres pisos contando el subsuelo al que se accede por una escalinata cercana a la entrada.

## Historia

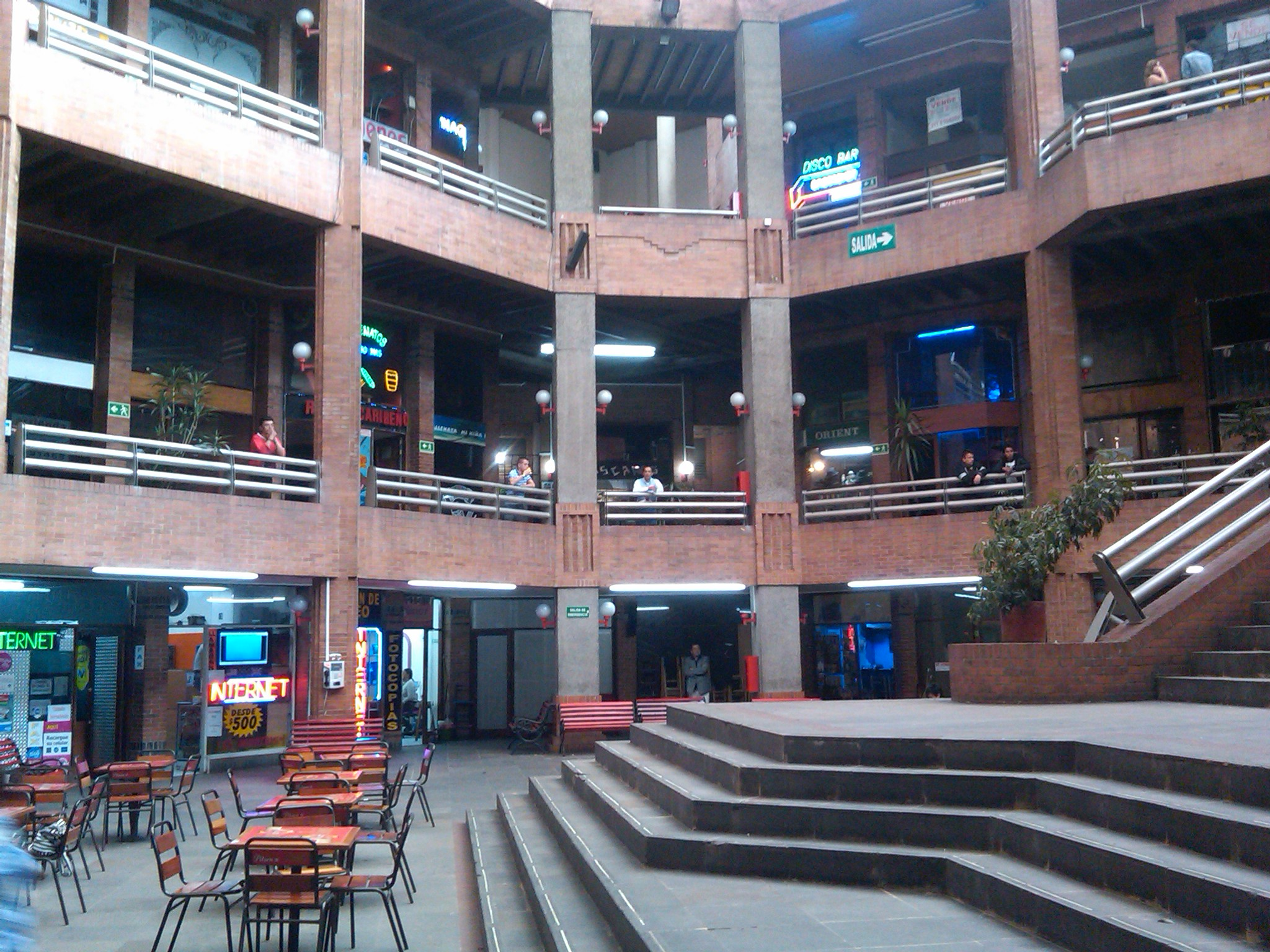
Patio interior del Terraza Pasteur.

El edificio se ubica en la tradicional terraza Pasteur, declarada tal mediante el Acuerdo 60 de 1923 como homenaje nacional al científico francés Luis Pasteur en cuyo honor ya se había erigido un busto. 
En aquella casona de estilo republicano, que era propiedad de la familia Echavarría Olózaga, funcionó un almacén de lozas Corona, albergó algunas dependencias de la embajada de Estados Unidos y fue una de las sedes de la Universidad Incca. Cuando se enteraron de que la casona sería declarada de conservación, la demolieron.
El actual centro comercial se inauguró para conmemorar los  450 años de Bogotá. El alcalde mayor de entonces, Julio César Sánchez García fue el encargado  el 24 de junio de 1987 de inaugurarlo. El edificio fue diseñado por lafirma Arquitectura Urbana Ltda, de Libardo Cuervo Quevedo. Sus locales tienen un área de 3 por 8 metros.